# تولید شواهد بر اساس سیاست از پیش تعیین‌شده
تولید شواهد بر اساس سیاست‌های از پیش تعیین شده یک اصطلاح تحقیرآمیز است که اشاره به راه اندازی پژوهشهایی به منظور حمایت از سیاستی دارد که قبلاً بدون توجه به حقایق علمی و عینی اتخاذ گردیده است. این نام به عنوان روش معکوس سیاست‌گذاری مبتنی بر شواهد پیشنهاد گردیده است.
همان‌طور که نامگذاری نشان می‌دهد تولید شواهد بر اساس سیاست‌های از پیش تعیین شده به معنی تلاش برای توجیه علمی و تولید حقایقی جعلی است تا یک سیاست از پیش تعیین شده را توجیه نماید. تمرکز بر نتیجه مورد نظر و ارائه شواهدی که از نتیجه مذکور حمایت می‌نمایند و ندیده گرفتن شواهدی که با نتیجه مورد نظر همخوانی ندارند در تناقض با روش علمی می‌باشد. البته باید این روش را متمایز از پژوهش بر روی اثر یک سیاست دانست که نتیجه آن می‌تواند منجر به حمایت یا رد آن سیاست با توجه به شواهد به دست آمده گردد.